# 八馬財閥
八馬財閥（はちうまざいばつ）は、阪神財閥のひとつ。

## 歴史
兵庫県西宮「八馬家」の、天保10年（1839年）に生まれた初代八馬兼介（兼翁）が22歳で分家し、米穀商八馬屋を起こしたところに始まる。『人事興信録 第10版 下』によると「兼翁は祖業精米商を継承し、後海運業に転じて巨利を博した」という。初代兼介（兼翁）は西宮銀行頭取、西宮酒造監査役なども務めた。
初代兼介（兼翁）には養嗣子がいたが、なぜか、初代は二代目に後を譲らなかった。1916年（大正5年）、二代目の長男栄之助が早大商科を卒業すると、初代は翌年隠居し、栄之助に三代兼介を称させて、家督を相続させた。
八馬家は、家業として海運業を営んだほか、西宮の有力資産家として、西宮銀行、武庫銀行、神戸土地興業、阪神急行電鉄等の設立に共同出資した。『全国五十万円以上資産家表 時事新報社第三回調査』によると財産見積額は、初代八馬兼介は「700万円」、兼介の養子八馬永蔵は「400万円」である。
1921年（大正10年）3月多聞合資会社設立。

### 海運業
『時事新報』で「樽廻船系の一方の旗頭の八馬兼助は夙に酒造用米穀の売買、運送並に酒類の運送を業としたるもので最初より純然たる船主であった。明治に入って大和船より西洋形帆船、西洋形帆船より汽船と巧に産業革命の波に乗って社外船主一方の雄となったものである。」と紹介されている。
初代八馬兼介（兼翁）は、産をなした後、1878年（明治11年）に風帆船西尾丸を買い入れて海運業に進出した。1890年（明治23年）にはドイツ汽船メリタ号を購入し、「多聞丸」と命名した。メリタ号購入後も中古汽船を買い入れ多聞丸と名づけ、多聞丸は18号にまで及んだ。多聞丸以外にも久保丸、大正丸、勝立丸などがあった。
持船は、1903年（明治36年）の1隻、714総トンから、1907年（明治40年）の4隻、6739総トン、1911年（明治44年）の9隻、21103総トンと増加し、八馬家は中堅社外船主として成長を遂げた。1925年（大正14年）には「八馬汽船株式会社」を設立した。

#### 八馬汽船役員
役員は1930年（昭和5年）出版の『日本全国諸会社役員録 第38回』によると、
- 社長・八馬兼介[7]
- 専務取締役・八馬安二良[7]
- 取締役・上杉利右衛門、宮地新松[7]
- 監査役・早瀬太郎三郎[7]

1935年（昭和10年）出版の『日本全国諸会社役員録 第43回』によると、
- 取締役（代表）・八馬安二良、宮地新松、八馬駒雄[8]
- 監査役・早瀬太郎三郎[8]

その他には八馬眞治は監査役や取締役を務めた。八馬啓は専務や取締役を務めた。

### 銀行業
1891年（明治24年）設立の西宮銀行、武庫銀行（前身西宮貯金銀行の創立は明治29年、昭和7年、西宮銀行に合併）においては、創立以来、大株主として取締役の地位を確保し続けた。八馬兼介は、西宮銀行では1898年（明治31年）以来、武庫銀行では創立以来、頭取であった。
1917年（大正6年）、初代兼介は両行頭取を辞任し、孫の三代兼介が後を継いだ。そして1936年（昭和11年）、兵庫県の7銀行（三十八、神戸岡崎、五十六、西宮、灘商業、姫路、高砂）の合併による神戸銀行設立に参加した。三代兼介は、神戸銀行初代頭取に就任、1947年（昭和22年）までその職にあった。
神戸銀行設立時、西宮銀行は払込資本金214,7万円で県下第四位、預金3507万円で第三位であった。
森川英正によると「八馬兼介がほぼ一貫して西宮、武庫両銀行の頭取の地位を占め続けたことから、両行に対する八馬家の強い支配力を観察することは容易だ。西宮、武庫両銀行は八馬家の準家業と規定してよい。」という。

### 醸造業
1920年（大正9年）、八馬商店米穀部から独立し「多聞興業株式会社」設立。
1924年（大正13年）、酒類製造免許を受け、清酒の製造販売を開始。
1930年（昭和5年）、「多聞酒造株式会社」と改称。
2002年（平成14年）、神戸地方裁判所に民事再生を申請。2006年（平成18年）、多聞酒造は解散。
八馬理は西宮酒造社長を務めた。八馬啓は多聞酒造社長、相談役を務めた。

### 戦後
戦後、八馬家の家業は、八馬汽船と多聞酒造と極東真珠の3本柱として存続することになったが、多聞酒造は倒産。多聞ブランドは大関株式会社に譲渡された。